# Jarnac
Jarnac – miejscowość i gmina we Francji, w regionie Nowa Akwitania, w departamencie Charente.
Według danych na rok 1999 gminę zamieszkiwało 4659 osób, w 2006 4 535, za to w 2007 roku 4 508. Gęstość zaludnienia wynosiła 375.98/km² (wśród 1467 gmin regionu Poitou-Charentes, Jarnac plasuje się na 38. miejscu pod względem liczby ludności, natomiast pod względem powierzchni na miejscu 730).
26 października 1916 roku urodził się tu François Mitterrand, prezydent Francji w latach 1981–1995.